# Ţ
Cette page contient des caractères spéciaux ou non latins. S’ils s’affichent mal (▯, ?, etc.), consultez la page d’aide Unicode.
Ne doit pas être confondu avec Ț.
Ţ (minuscule : ţ), appelé T cédille, est un graphème utilisé dans l’écriture du gagaouze, du kabyle, du mancagne, du manjaque. Il a aussi été utilisé dans la romanisation GENUNG de l’alphabet arabe pour l’arabe de 1972 et le persan de 1967. Il est parfois aussi utilisé en live ou en roumain pour des raisons techniques à la place de T virgule souscrite ‹ Ț ›. Il s’agit de la lettre T diacritée d'une cédille.

## Utilisation

### Français
Il a été proposé plusieurs fois d’ajouter une cédille au t en français, lorsque cette lettre est prononcée comme un s, afin d’éviter bon nombre d’irrégularités comme partie et démocratie (démocraţie), nous portions et des portions (des porţions) notamment par Ambroise Firmin Didot en 1868 et avait été utilisé comme tel auparavant par Simon Moinet, l’imprimeur et correcteur des Elzevier à Amsterdam, en 1663. Ces tentatives de réforme n’ont jamais abouti.

### Romanisation GENUNG
Le T cédille ‹ ţ › translittère le ta ‹ ﻁ › en arabe dans le système de romanisation du GENUNG (Groupe d’experts des Nations unies pour les noms géographiques) et en persan dans d’autres systèmes. Selon le système de romanisation,  le ta ‹ ﻁ › peut aussi être transcrit par le T, le T macron souscrit ‹ ṯ › ou le t point souscrit ‹ ṭ ›,.

### Kabyle
En kabyle, le T cédille ‹ ţ › est utilisé pour transcrire une consonne affriquée alvéolaire sourde /ts/.

### Roumain
Ce caractère est parfois utilisé en roumain à la place du t à virgule souscrite ‹ ț ›, qui est la graphie correcte, car les normes considéraient à l’origine les deux formes comme des variantes du même caractère. C’est pourquoi le t cédille apparaît dans beaucoup de polices comme un t à virgule souscrite.

## Représentations informatiques
Le T cédille peut être représenté avec les caractères Unicode suivant :
- précomposé (Latin étendu A) :

| formes    | représentations | chaînes de caractères | points de code | descriptions                      |
| --------- | --------------- | --------------------- | -------------- | --------------------------------- |
| capitale  | Ţ               | Ţ                     | U+0162         | lettre majuscule latine t cédille |
| minuscule | ţ               | ţ                     | U+0163         | lettre minuscule latine t cédille |

- décomposé (latin de base, diacritiques) :

| formes    | représentations | chaînes de caractères | points de code | descriptions                                  |
| --------- | --------------- | --------------------- | -------------- | --------------------------------------------- |
| capitale  | Ţ               | T◌̧                    | U+0054 U+0327  | lettre majuscule latine t diacritique cédille |
| minuscule | ţ               | t◌̧                    | U+0074 U+0327  | lettre minuscule latine t diacritique cédille |